# دانجیون
دانجیون (به انگلیسی: Dungiven) یک روستا در ایرلند شمالی است که در کازوی کوست و گلنز واقع شده‌است. دانجیون ۲٬۹۹۳ نفر جمعیت دارد.